# Поляхов Богдан Валерійович
Богдан Валерійович Поляхов (нар. 4 червня 1990, Одеса, УРСР) — український футболіст, нападник аматорського клубу «Хаджибей» (с. Усатове).

## Життєпис
Народився в Одесі, вихованець місцевих клубів «Чорноморець» та ДЮСШ-9. Першим клубом став аматорський «Бастіон-2». Першим професіональним клубом — «Бастіон», який у сезоні 2010/11 років виступав у Другій лізі України. У 2011 році захищав кольори кіровоградської «Зірки», а в 2012 році виступав вже в складі вінницької «Ниви». Обидва клуби виступали в Першій лізі України. Після вильоту «Ниви» в 2012 році підписав контракт з одеським СКА, але завершення сезону провів вже в аматорському «Бастіоні». У 2013 році повернувся до виступів у Другій лізі України, захищаючи кольори «Карлівки» та «Реал Фарми» (Одеса). У 2016 році він виїхав за кордон в Канаду, де підписав контракт з клубом Канадської футбольної ліги «Торонто Атомік». У дебютному сезоні зіграв у 8-ми матчах та відзначився 3-ма голами, а канадський клуб за підсумками сезону фінішував на 5-му місці